# 格林班克 (新澤西州)
格林班克（英語：Green Bank）是位於美國新澤西州伯靈頓縣的非建制地區。

## 歷史
格林班克的郵局於1840年設立，其後於1908年停運。

## 地理
格林班克所處的海拔為高於海平面3米（即10英呎），而該地所採用的時區為UTC-5，即北美东部时区（EST）。同時該地設有夏令時間，為UTC-5調快一小時，即UTC-4（EDT）。